# Eucereon sadana
Eucereon sadana là một loài bướm đêm thuộc phân họ Arctiinae, họ Erebidae.